# Beijerinvest
Beijerinvest bildades 1904 som G. & L. Beijer Import & Export och slogs 1981 samman med Volvo.

## Historik

### G. & L. Beijer Import & Export
G. & L. Beijer var verksamt i Malmö och 1894 startade Waldemar Beijer en filial i Stockholm. Efter att Waldemar Beijer brutit kontakten med sina halvbröder Gottfried och Lorens blev denna filial 1904 det separata bolaget G. & L. Beijer Import & Export.
Waldemar Beijer anställde i början av 1920-talet sin brorson Kjell Beijer, född 1899. Kjell Beijer avancerade snabbt till kassadirektör och företaget handlade med industrivaror som kol, kemikalier och stål. Bolaget var under många år svensk agent för den Luxemburgbaserade stålkoncernen Arbed.  
Kjell Beijer anställde 1956 Anders Wall. 1964 blev Kjell Beijer majoritetsägare i G & L Beijer Stockholm med Kol & Koks AB. Samma år utsåg han Anders Wall till verkställande direktör. Wall inledde en omstrukturering. Den gamla kolhandeln såldes och 1967 såldes oljedistributionsdelen till Mobil Oil AB. 

### Beijerinvest

#### 1967-1974
1967 bytte företaget namn till Beijerinvest. 1969 startades dotterbolaget Beijer Byggmaterial AB. 1971-1973 såldes Beijer Bygg successivt av till KF och Statsföretag (LKAB). Istället investerades i bolag som oljehandelsföretaget Scandinavian Trading Company (STC). 1972 köptes Utvecklings AB Tulwe. Färgföretaget Beckers köptes 1972-1973. 1973 köptes Sponsor AB. Dessutom köpte företag som AB Järnförädling, Kockums Jernverk (från familjen Kockum) och aktiemajoriteten i Wilh Sonesson AB.

#### Pribo
1972 hade Pripps Bryggerier omvandlats till investmentbolaget Pribo (Prippsbolagen) AB där Franz Hartmann lämnade styrelsen för att ersattas av Nils Holgerson som styrelseordförande. Organisationen uppdelades så att under detta bolag fanns dryckesrörelsen (bl a Pripps och Ramlösa HälsobrunnRamlösa), utomskandinaviska bryggerier, livsmedelsindustrier (Abba, Lithells, Svenska Jästfabriks AB, AB Zymos och AB O Annerstedt), Galon AB, läkemedel (Kabi, Kebo AB och Rudolph Graver AB, AB Fannyudde och diverse fastighetsbolag. 1974 avtalade Pribo att 60% av Pripps skulle säljas till svenska staten för 225 miljoner kronor. Livsmedelssektorn växte och en fritidssektor infördes (Albin Marin AB, AB Elof Malmberg, AB Sölvesborgs Skofabrik). 
Efter offentliggörande i december 1974 erbjöds Pribos aktieägare 1975 att byta sina aktier till nyemitterade aktier i Beijerinvest, där Nils Holgerson blev styrelseordförande och Anders Wall kvarstod som vd. 
Beijerinvest minskade sedan successivt sitt ägande av Pripps Byggerier och 1979 var det endast 15%. Albin Marin fusionerades 1976 med fritidsbåtsföretagen Marieholms Bruk och Shipman och Beijerinvests ägarandel blev 40% innan Beijerinvest sålde sin post 1980.

#### 1975-1981
1975 köptes Hälleforsnäs Bruk, vilket skulle bli en problemtyngd affär.
1980 förvärvades AB Felix, tidigare ägt av brittiska Cavenham.

### Sammanslagning med Volvo
1981 slogs Beijerinvest samman med Volvo, där Anders Wall utsågs till styrelseordförande. Flera av bolagen placerades i det 1981 bildade Investment AB Argentus och en del av dem hamnade så småningom i Beijer Alma. Volvos verkställande direktör Pehr G. Gyllenhammar och Wall fick samarbetsproblem. 1983, samma år som Wall avgick som ordförande, bildades Investment AB Beijer, där delar av Beijerinvests tidigare börsportfölj placerades. Beijer sålde sedan snart ut sina aktier i Argentus och Beijer, och 1985 ägde Wall 39,6% av aktierna i Argentus och 37,4% av aktierna i Beijer. Verksamheten i Beijer skulle sedan delas i Beijer Industries och Beijer Capital. Beijer Capital var delägare av Nyckeln, som bedrev aggressiv fastighetsfinansiering och drabbades hårt av finanskrisen i början av 1990-talet